# Квебецький університет у Шикутімі
Квебе́цький університе́т у Шикутімі (фр. Université du Québec à Chicoutimi вимова: Універсіте́ дю Кебе́к а Шикутімі́ — UQÀC) — вищий навчальний заклад, розташований у місті Сагне (провінція Квебек, Канада). Частина університетської мережі Квебецький університет. Заснований у 1969 році.
У 2004 році в університеті вчилося близько 6 648 студентів.